# Roma (déesse)
Pour les articles homonymes, voir Roma.

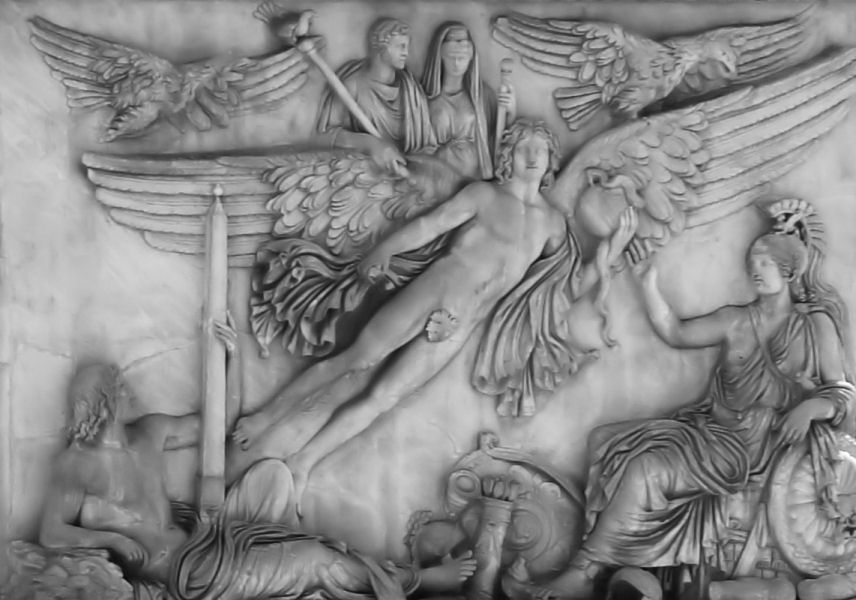
La déesse Roma (assise à droite) assiste à l'apothéose d'Antonin le Pieux et de Faustine. Relief de la base de la colonne d'Antonin le Pieux, Vatican.

Roma est une divinité féminine qui personnifie la ville de Rome et la puissance romaine. Dans quelques cas, il n'est pas facile de savoir si on a affaire à la divinité ou à une simple personnification de caractère allégorique.

## Culte

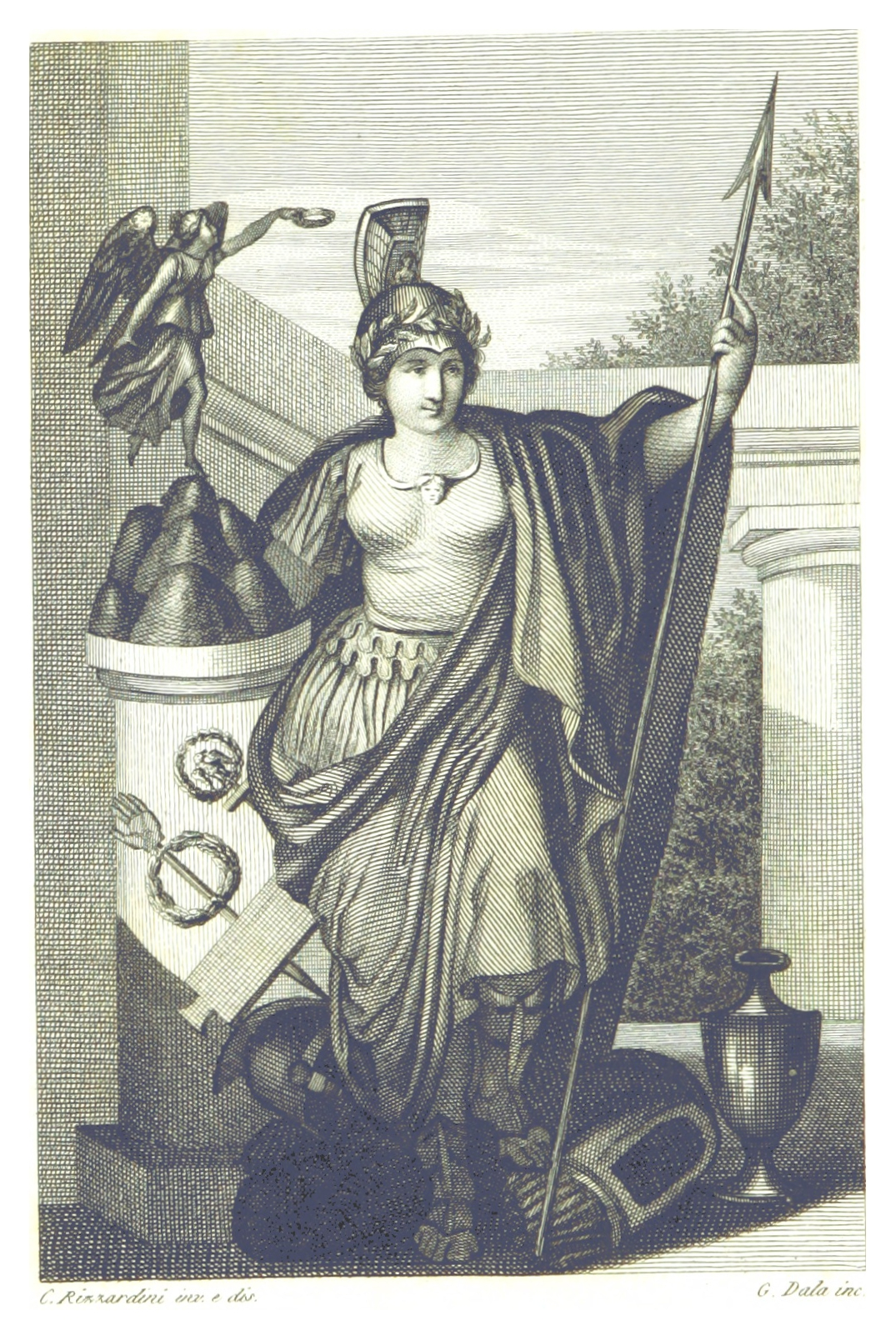
Dea Roma (1831)

### Période républicaine
Roma apparaît au IIIe siècle av. J.-C. sur des monnaies. Elle n'est peut-être à ce moment que personnifiée, et pas encore divinisée.
Le premier temple dédié à Roma fut édifié à Smyrne vers 195 av. J.-C. Selon Tite-Live, à Alabanda, en Carie, non seulement on consacra un temple à la déesse, mais on fonda des jeux annuels en son honneur.
Elle est représentée, avec la légende Thea Roma, sur les monnaies de plusieurs cités grecques.

### Période impériale

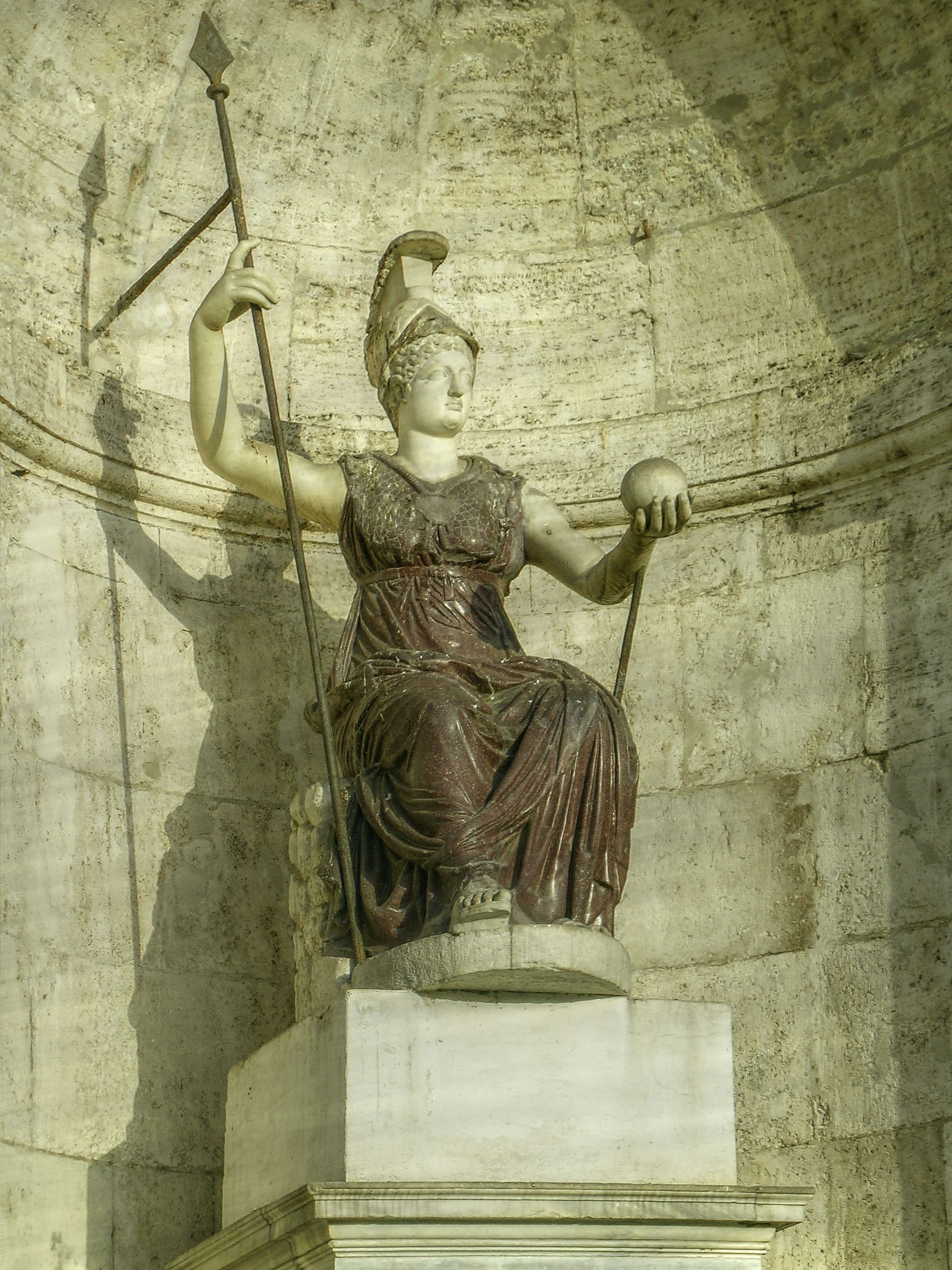
Statue d'Athéna, placée dans cette niche en 1593 et identifiée à la déesse Roma, place du Capitole (Rome).

À l'époque impériale, le culte de Roma est représenté surtout dans les provinces, et d'abord en Orient, où il s'inscrit plus facilement dans la tradition des monarchies hellénistiques ; il participe à l'exaltation de la puissance de Rome et à la fidélisation des populations locales. Il est un élément du culte impérial. Auguste autorise la construction de temples ou d'autels consacrés à Roma, en association avec César ou avec lui-même.
Cependant, Hadrien fit construire à Rome même, à l'emplacement de la Velia, entre le forum Romanum et le Colisée, le temple de Vénus et de Rome ; il s'agit d'un temple double, constitué de deux cellae adossées l'une à l'autre, dont l'une est consacrée à Vénus, mère d'Énée, et l'autre à la déesse Rome, associant ainsi le mythe des origines de la cité à sa puissance actuelle.
Des monnaies datant des années 134 à 138, période vers laquelle on peut situer la dédicace du temple, donnent aux deux divinités des épiclèses : Vénus Felix et Roma Aeterna.

## Représentation
Roma est généralement représentée comme une divinité guerrière, casquée, souvent armée d'une lance. Elle est debout ou assise. Cette représentation, dès l'époque républicaine, imite le type grec d'Athéna, ou parfois celui des Amazones.

## Les quatre âges de Rome
À l'opposé de la vision de Rome comme une « ville éternelle », il existait une façon de la présenter comme une femme qui allait de la jeunesse vers la vieillesse et dont l'existence avait un terme. On trouve cette conception chez Florus, mais appliquée au masculin au peuple romain (populus Romanus). Ces quatre âges (quattuor gradus) sont l'enfance (infantia), l'adolescence (adulescentia), la jeunesse et la maturité (juventus et maturitas), enfin la vieillesse (senectus) et correspondent en gros à la période royale, à la première partie de la période républicaine (conquête de l'Italie), à la seconde partie de la période républicaine (conquête du monde) et à la période impériale.
Lactance reprend la même conception, en la faisant remonter à Sénèque ; il l'applique à Rome même, mais ne fait pas le même découpage chronologique que Florus. Cette comparaison du développement d'un corps social avec celui d'un individu n'est pas originale : on la trouve déjà chez Polybe, suivi par Cicéron et d'autres.
Mais à l'époque de Lactance et à la fin de l'Empire, le sentiment de la vieillesse de Rome est très présent : Symmaque introduit, dans la lettre fameuse qu'il adresse à Valentinien II pour lui demander le rétablissement de l'autel de la Victoire dans la salle de réunion du Sénat une prosopopée de Rome, qui parle d'elle-même comme d'une très vieille femme. « Pour Lactance…, sibylliniste et millénariste, les quatre âges que Rome a déjà vécus sont la preuve de sa fin imminente, voulue par Dieu et prédite, dès les temps les plus reculés, par les voyants et par les sibylles. » Lorsque Stilicon fait brûler les livres sibyllins vers 405 ap. J.-C., il est possible qu'il ait voulu faire disparaître, au moment où Rome approchait de la fin de son XIIe siècle, des prophéties inquiétantes qui — peut-être — laissaient entendre qu'elle allait atteindre le terme du douzième et dernier mois de sa Grande Année.